# St. Leo (Floryda)
St. Leo – miasto w Stanach Zjednoczonych, w stanie Floryda, w hrabstwie Pasco.